# Asijská olympijská rada
Asijská olympijská rada je sportovní svaz, který sdružuje 45 národních olympijských výborů z Asie. Organizace sídlí v Kuvajtu. Vznikla 16. listopadu 1982. V tom roce byla uznána Mezinárodním olympijským výborem. Nesdružuje však všechny asijské státy, některé jsou členy Evropského olympijského výboru (Turecko, Rusko, Gruzie, Arménie, Ázerbájdžán, Izrael). Asijská olympijská rada je pořadatelem Asijských her.

## Seznam členů
| Stát                    | Olympijský výbor | Rok založení výboru | Účast na LOH                                          | Účast na ZOH                                |
| ----------------------- | ---------------- | ------------------- | ----------------------------------------------------- | ------------------------------------------- |
| Afghánistán             |                  | 1935                | Afghánistán na letních olympijských hrách             |                                             |
| Bahrajn                 |                  | 1978                | Ázerbájdžán na letních olympijských hrách             |                                             |
| Bangladéš               |                  | 1979                | Bahrajn na letních olympijských hrách                 |                                             |
| Bhútán                  |                  | 1983                | Bhútán na letních olympijských hrách                  |                                             |
| Brunej                  |                  | 1984                | Brunej na letních olympijských hrách                  |                                             |
| Kambodža                |                  | 1983                | Kambodža na letních olympijských hrách                |                                             |
| Čína                    |                  | 1910                | Čína na letních olympijských hrách                    | Čína na zimních olympijských hrách          |
| Východní Timor          |                  | 2003                | Východní Timor na letních olympijských hrách          |                                             |
| Hongkong                |                  | 1950                | Hongkong na letních olympijských hrách                | Hongkong na zimních olympijských hrách      |
| Indie                   |                  | 1927                | Indie na letních olympijských hrách                   | Indie na zimních olympijských hrách         |
| Indonésie               |                  | 1946                | Indonésie na letních olympijských hrách               |                                             |
| Írán                    |                  | 1947                | Írán na letních olympijských hrách                    | Írán na zimních olympijských hrách          |
| Irák                    |                  | 1948                | Irák na letních olympijských hrách                    |                                             |
| Japonsko                |                  | 1911                | Japonsko na letních olympijských hrách                | Japonsko na zimních olympijských hrách      |
| Jordánsko               |                  | 1957                | Jordánsko na letních olympijských hrách               |                                             |
| Kazachstán              |                  | 1990                | Kazachstán na letních olympijských hrách              | Kazachstán na zimních olympijských hrách    |
| Severní Korea           |                  | 1953                | Severní Korea na letních olympijských hrách           | Severní Korea na zimních olympijských hrách |
| Jižní Korea             |                  | 1946                | Jižní Korea na letních olympijských hrách             | Jižní Korea na zimních olympijských hrách   |
| Kuvajt                  |                  | 1957                | Kuvajt na letních olympijských hrách                  |                                             |
| Kyrgyzstán              |                  | 1991                | Kyrzgyzstán na letních olympijských hrách             | Kyrgyzstán na zimních olympijských hrách    |
| Laos                    |                  | 1975                | Laos na letních olympijských hrách                    |                                             |
| Libanon                 |                  | 1947                | Libanon na letních olympijských hrách                 |                                             |
| Macao                   |                  | 1989                |                                                       |                                             |
| Malajsie                |                  | 1953                | Malajsie na letních olympijských hrách                |                                             |
| Maledivy                |                  | 1985                | Maledivy na letních olympijských hrách                |                                             |
| Mongolsko               |                  | 1956                | Mongolsko na letních olympijských hrách               | Mongolsko na zimních olympijských hrách     |
| Myanmar (Barma)         |                  | 1947                | Myanmar na letních olympijských hrách                 |                                             |
| Nepál                   |                  | 1962                | Nepál na letních olympijských hrách                   | Nepál na zimních olympijských hrách         |
| Omán                    |                  | 1982                | Omán na letních olympijských hrách                    |                                             |
| Pákistán                |                  | 1948                | Pákistán na letních olympijských hrách                | Pákistán na zimních olympijských hrách      |
| Palestina               |                  | 1931                | Palestina na letních olympijských hrách               |                                             |
| Filipíny                |                  | 1911                | Filipíny na letních olympijských hrách                |                                             |
| Katar                   |                  | 1979                | Katar na letních olympijských hrách                   |                                             |
| Saúdská Arábie          |                  | 1964                | Saúdská Arábie na letních olympijských hrách          |                                             |
| Singapur                |                  | 1947                | Singapur na letních olympijských hrách                |                                             |
| Srí Lanka               |                  | 1937                | Srí Lanka na letních olympijských hrách               |                                             |
| Sýrie                   |                  | 1948                | Sýrie na letních olympijských hrách                   |                                             |
| Tchaj-wan               |                  | 1960                | Tchaj-wan na letních olympijských hrách               | Tchaj-wan na zimních olympijských hrách     |
| Tádžikistán             |                  | 1992                | Tádžikistán na letních olympijských hrách             | Tádžikistán na zimních olympijských hrách   |
| Thajsko                 |                  | 1948                | Thajsko na letních olympijských hrách                 | Thajsko na zimních olympijských hrách       |
| Turkmenistán            |                  | 1990                | Turkmenistán na letních olympijských hrách            |                                             |
| Spojené arabské emiráty |                  | 1979                | Spojené arabské emiráty na letních olympijských hrách |                                             |
| Uzbekistán              |                  | 1992                | Uzbekistán na letních olympijských hrách              | Uzbekistán na zimních olympijských hrách    |
| Vietnam                 |                  | 1976                | Vietnam na letních olympijských hrách                 |                                             |
| Jemen                   |                  | 1971                | Jemen na letních olympijských hrách                   |                                             |